# Diaeretus essigellae
Diaeretus essigellae är en stekelart som beskrevs av Jaroslav Stary och Zuparko 2002. Diaeretus essigellae ingår i släktet Diaeretus och familjen bracksteklar. Inga underarter finns listade i Catalogue of Life.